# Erethistoides cavatura
Erethistoides cavatura és una espècie de peix de la família Erethistidae i de l'ordre dels siluriformes.

## Morfologia
- Els mascles poden assolir 3,3 cm de longitud total.
- Nombre de vèrtebres: 29-30.[1]

## Hàbitat
És un peix d'aigua dolça i de clima tropical (18 °C-26 °C).

## Distribució geogràfica
Es troba a Àsia: el Nepal.